# Berytinus minor
Berytinus minor, auch Kleine Stelzenwanze genannt, ist eine Wanze aus der Familie der Stelzenwanzen (Berytidae).

## Merkmale
Die Wanzen werden 5,3 bis 6,8 Millimeter lang. Charakteristisch für Vertreter der Gattung Berytinus haben sie ein kurzes zweites Fühlerglied, das kürzer als die Keule auf dem ersten Glied ist. Sie haben außerdem kurze Schenkel (Femora) an den Hinterbeinen, die nicht bis an die Spitze des Coriums der Hemielytren reichen. Bei Berytinus minor ist die Keule des ersten Fühlergliedes schwarz. Die Schenkel haben keine schwarze Spitze und der Kopf ist kürzer als das Pronotum.

## Verbreitung und Lebensraum
Die Art ist vom nördlichen Mittelmeerraum bis zum Polarkreis und östlich bis in den Kaukasus und nach Sibirien verbreitet. In Mitteleuropa ist die Art weit verbreitet und häufig nicht selten. Stellenweise ist sie die häufigste Art ihrer Gattung. In Großbritannien ist sie die häufigste und am weitesten verbreitete Art der Familie. Besiedelt werden verschiedenste offene Lebensräume mit trockenen bis mäßig feuchten Böden mit unterschiedlichem Substrat.

## Lebensweise
Die Tiere leben am Boden unter verschiedenen Pflanzenarten. Sie bevorzugen dabei offenbar Hülsenfrüchtler (Fabaceae) wie Klee (Trifolium), Hauhecheln (Ononis) und Schneckenklee (Medicago). Die Überwinterung erfolgt wie auch bei Berytinus hirticornis in Moospolstern, unter Pflanzenrosetten oder in der trockenen Bodenstreu und die Weibchen legen die Eier ebenfalls im Mai und Juni einzeln an den Blättern der Nahrungspflanzen ab. Offenbar kann sich bei günstigen Bedingungen in Mitteleuropa auch eine zweite Generation im Jahr ausbilden, wobei die Paarungen im Juli und August stattfinden.

## Belege